# Ermland bispedømme
Ermland bispedømme var et bispedømme i Preussen fra 1243 til 1926.

## Historie
Det gammelpreussiske område Ermland blev erobret og kristnet af den Tyske orden i begyndelsen af 1200-tallet. Ermland bispedømme blev grundlagt i 1243 samtidig med de tre andre bispedømmer i Preussen: (Pomesanien, Kulm og Samland bispedømme) og udgjorde den vestlige del af det senere Østpreussen. Det var dermed et af ni bispedømmer, som eksisterede i Den Tyske Ordensstat, som tillige udgjorde den verdslige magt i to tredjedele af bispedømmet. Resten var formelt i biskoppen af Ermlands besiddelse og udgjorde altså et højstift).
I 1255 blev de preussiske bispedømmer lagt til Rīgas kirkeprovins. Bispesædet var oprindelig Braunsberg (nu Braniewo), men blev i 1280 flyttet til Frauenburg (Frombork). Biskoppens residens lå imidlertid i Heilsberg (Lidzbark Warmiński).

### Fyrstbispedømme
Efter den tyske ridderordens nederlag i trediveårskrigen blev bispedømmet ved den anden fred i Thorn (1466) frigjort fra de tyske ridderes ordensstat og ophøjet til et fuldt autonomt fyrstbispedømme, som stod i et lensforhold til kongen af Polen. Denne uafhængighed varede til Polens første deling (1772), da fyrstbispedømmet blev integreret i Preussen.
I 1512 blev bispedømmet også løst fra sin metropolit i Rīga og stillet direkte under Den hellige stol (det vil sige gjort eksempt).

### Efter reformationen
Ved reformationen i 1525 mistede Ermland bispedømme to tredjedele af menighederne til det protestantiske Preussen. Bispedømmets kirkelige og verdslige udstrækning var dermed blevet identiske.
I 1820 blev bispedømmets kirkelige udstrækning imidlertid udvidet til at omfatte hele Østpreussen. Det fik altså sine tidligere mistede områder tilbage foruden dem, der havde hørt til Samland bispedømme og dele af Pomesanien bispedømme indtil disses ophævelse i 1525. Ermland bispedømme havde dermed fået en langt større geografisk udstrækning, men lå i et overvejende protestantisk område: kun 15% af Østpreussens indbyggere var katolikker.
Da Mellemeuropas bispedømmer blev omorganiserede efter 1. verdenskrig, blev Ermland bispedømme i 1926 lagt til Breslaus kirkeprovins og mistede derved sin eksempte status. Samtidig blev Memelland beliggende nordligst i bispedømmet udskilt som Klaipėda territorialprælatur.

## Biskopper
- Enea Silvio Piccolomini (1457-1458)
- Hosius (1551-1579)